# Doleromyrma
Doleromyrma este un gen de furnică din subfamilia Dolichoderinae. Genul este originar din Australia, unde furnicile cuibăresc în sol sau sub pietre sau bușteni.

## Specii
- Doleromyrma darwiniana (Forel, 1907) – native în Australia, și introduse în Noua Zeelandă[5]
  - Doleromyrma darwiniana fida (Forel, 1907)
  - Doleromyrma darwiniana leae (Forel, 1913)
- Doleromyrma rottnestensis (Wheeler, 1934)